# Harry Elderfield
„Harry“ Henry Elderfield (* 25. April 1943 in North Yorkshire; † 19. April 2016) war ein britischer Geochemiker.

## Leben
Harry Elderfield studierte Chemie an der University of Liverpool mit dem Bachelor-Abschluss 1965, war 1968/69 Research Fellow am Imperial College London in der Fakultät für Geologie und wurde 1970 an der University of Liverpool promoviert. Von 1969 bis 1982 war er Lecturer an der University of Leeds. 1977 war er zu einem Sabbatjahr an der University of Rhode Island in Kingston und traf die Geochemiker Gary Klinkhammer, John M. Edmond und Wallace Broecker, die einen prägenden Einfluss auf seine Forschung nahmen. Ab 1982 war er am St Catharine’s College der University of Cambridge und als Assistant Director of Research in der Fakultät für Geowissenschaften der Universität Cambridge. 1989 erhielt er einen D.Sc. in Cambridge und wurde Reader für Geochemie. 1999 wurde er Professor für Geochemie der Ozeane und Paläo-Geochemie.
Ende der 1970er Jahre gelang ihm mit seinem Labortechniker Mervyn Greaves der Nachweis von sehr geringen Mengen (Picomole pro Kilogramm) Seltener Erden im Meerwasser. Damit konnte er Wassermassen in den Tiefen der Ozeane charakterisieren und stellte einen Zusammenhang mit den Konzentrationen in den zugehörigen Sedimenten her, so dass daraus Rückschlüsse auf die Meeres-Zirkulation und das Klima in der Vergangenheit möglich waren. In Cambridge entwickelte er mit seinem ehemaligen Schüler Martin Palmer eine Kurve der Strontium-Isotope im Meerwasser über die letzten 75 Millionen Jahre. Sie zeigte die Wirkung hydrothermaler Quellen im Ozean und von Verwitterungsprozessen auf dem Land auf. Damit begründeten sie eine neue Methode der Stratigraphie über die Datierung von Sedimenten mit der Bestimmung der Verteilung von Strontium-Isotopen. Dies liefert auch Hinweise auf den Kohlendioxid-Haushalt (da Kohlendioxid bei Verwitterung gebunden und durch hydrothermale Quellen freigesetzt wird).
Elderfield nahm auch 1985 an einer Meeresexpedition teil, die hydrothermale Quellen auf dem Meeresboden im Grabenbruch des Mittelatlantischen Rückens (Black Smoker) fand.
Bei einem Sabbatjahr am MIT traf er den Paläochemiker Edward Boyle und untersuchte mit diesem den Zusammenhang der Chemie der Schalen von Foraminiferen mit dem umgebenden Meerwasser. Manchmal werden in deren Schalen statt Kalzium andere Elemente eingebaut (wie Magnesium) und das Verhältnis der Elemente und Isotope gibt Rückschlüsse unter anderem auf die Meerestemperatur (wie auch die Sauerstoffisotope), aber auch auf Änderungen in den Polareisschilden. Das ermöglichte die Trennung der Anteile von Meerestemperatur und Auf- und Abbau der Eisschilde im Studium verschiedener Isotopen- und Elementanteile der Foraminiferenschalen.
Er war Fellow der Royal Society (2001) und der American Geophysical Union und erhielt 1993 die Prestwich Medal, 2003 die Lyell-Medaille, 2007 den Urey Award der European Association of Geochemistry und 2013 den V. M. Goldschmidt Award der Geochemical Society.

## Schriften
- mit Heinrich D. Holland: The oceans and marine geochemistry, Elsevier, Pergamon 2004